# Baia di Kowloon
La baia di Kowloon (in italiano anche baia di Caolun; in inglese Kowloon Bay) è una baia di Hong Kong situata lungo la costa prospiciente l'isola di Hong Kong. La baia bagna a ovest il centro abitato di Kowloon, posizionato sulla penisola di Caolun a sua volta protesa nel Victoria Harbour.